# Thitipan Puangchan
Thitipan Puangchan (taj. ฐิติพันธ์ พ่วงจันทร์, ur. 1 września 1993 w Suphanburi) – tajski piłkarz grający na pozycji defensywnego pomocnika. Od 2018 roku jest zawodnikiem klubu BG Pathum United (w 2019 wypożyczony do Oita Trinita).

## Życiorys

### Kariera piłkarska
Swoją karierę piłkarską Puangchan rozpoczął w klubie Muangthong United. W 2011 roku został z niego wypożyczony do Suphanburi FC. W 2012 roku wrócił do Muangthong United i wywalczył z nim mistrzostwo kraju. W 2013 i 2015 roku został wicemistrzem, a w 2016 roku ponownie mistrzem Tajlandii.
W połowie 2016 roku Puangchan przeszedł do Chiangrai United, w którym zadebiutował 25 czerwca 2016 w przegranym 0:2 wyjazdowym spotkaniu z Suphanburi FC. W Chiangrai United grał do końca 2017 roku. W 2017 roku zdobył z nim Puchar Tajlandii.
W 2018 roku Purisai przeszedł do Bangkok Glass FC. Zadebiutował w nim 11 lutego 2018 w przegranym 0:1 wyjazdowym spotkaniu z Nakhonem Ratchasima.
1 lutego 2019 został wypożyczony do japońskiego klubu Oita Trinita z opcją kupna.

### Kariera reprezentacyjna
W reprezentacji Tajlandii Puangchan zadebiutował 26 stycznia 2013 w zremisowanym 2:2 towarzyskim meczu z Koreą Północną. W 2019 roku powołano go do kadry na Puchar Azji.

## Statystyki

### Klubowe
Stan na 7 grudnia 2019
| Sezon | Klub              | Kraj      | Rozgrywki      | Mecze | Gole |
| ----- | ----------------- | --------- | -------------- | ----- | ---- |
| 2011  | Suphanburi FC     | Tajlandia | First Division | 15    | 3    |
| 2012  | Muangthong United | Tajlandia | Premier League | 10    | 3    |
| 2013  | Muangthong United | Tajlandia | Premier League | 25    | 0    |
| 2014  | Muangthong United | Tajlandia | Premier League | 14    | 0    |
| 2015  | Muangthong United | Tajlandia | Premier League | 30    | 5    |
| 2016  | Muangthong United | Tajlandia | Premier League | 8     | 0    |
| 2016  | Chiangrai United  | Tajlandia | Premier League | 12    | 1    |
| 2017  | Chiangrai United  | Tajlandia | Premier League | 30    | 5    |
| 2018  | Bangkok Glass     | Tajlandia | Premier League | 32    | 5    |
| 2019  | Oita Trinita      | Japonia   | J1 League      | 20    | 0    |